# Varna (Italia)
Varna (Vahrn in tedesco) è un comune italiano di 5 066 abitanti della provincia autonoma di Bolzano in Trentino-Alto Adige, situato vicino alla città di Bressanone, all'imbocco della Valle di Scaleres (Schalderer Tal).

## Geografia fisica
Nel suo territorio comunale si trova un biotopo che si trova nei pressi del lago di Varna.

## Origini del nome
Il toponimo è attestato dal 1005 e probabilmente ha un'origine preromana, forse con la sovrapposizione del tedesco Farn ("felce"). Il paese è stato anche citato come “la porta del sole”, ovvero una porta tra la stretta Alta Valle Isarco e l'ampia conca di Bressanone.

## Storia
Già menzionata mille anni fa in un documento, intorno all'anno 1000 del calendario gregoriano, la località di Varna si trova sulla vecchia strada del Brennero.
Fin dal Medioevo albergatori ed artigiani dell'attivo traffico di carriaggi vivevano in questo importante centro di collegamento nord-sud.
Numerose residenze aristocratiche, costruite da nobili ed alti funzionari del principe vescovo di Bressanone, abbelliscono oggi l'immagine e l'aspetto del villaggio.
Con l'apertura della ferrovia del Brennero nel 1867, il paese ha subito un arresto, e fino all'inizio della prima guerra mondiale, da maggio ad ottobre, venivano ospiti illustri da Vienna, Monaco di Baviera e da altre città, per rilassarsi all'ombra dei suoi castagni.
Intorno al 1910, è stato un banchiere viennese a costruire il primo albergo moderno.

### Simboli
Riprende le insegne dei Cavalieri di Voitsberg che cambiarono il nome in von Vahrn quando acquistarono il castel Salern, sopra il villaggio, andato distrutto nel 1277. Lo stemma è stato adottato il 31 dicembre 1968.

### Onorificenze
Nel 2012, il comune di Varna è risultato essere il "re delle rinnovabili" in quanto copre i fabbisogni energetici del paese grazie a diverse tipologie di impianti che sfruttano energie rinnovabili, ovvero 66 impianti fotovoltaici che producono 3,3 MW, un impianto idroelettrico che produce 70 kW, un impianto a biogas che produce 1140 kW ed un impianto termico a biomassa che produce 6500 kW, quest'ultimo utilizzato per il teleriscaldamento.

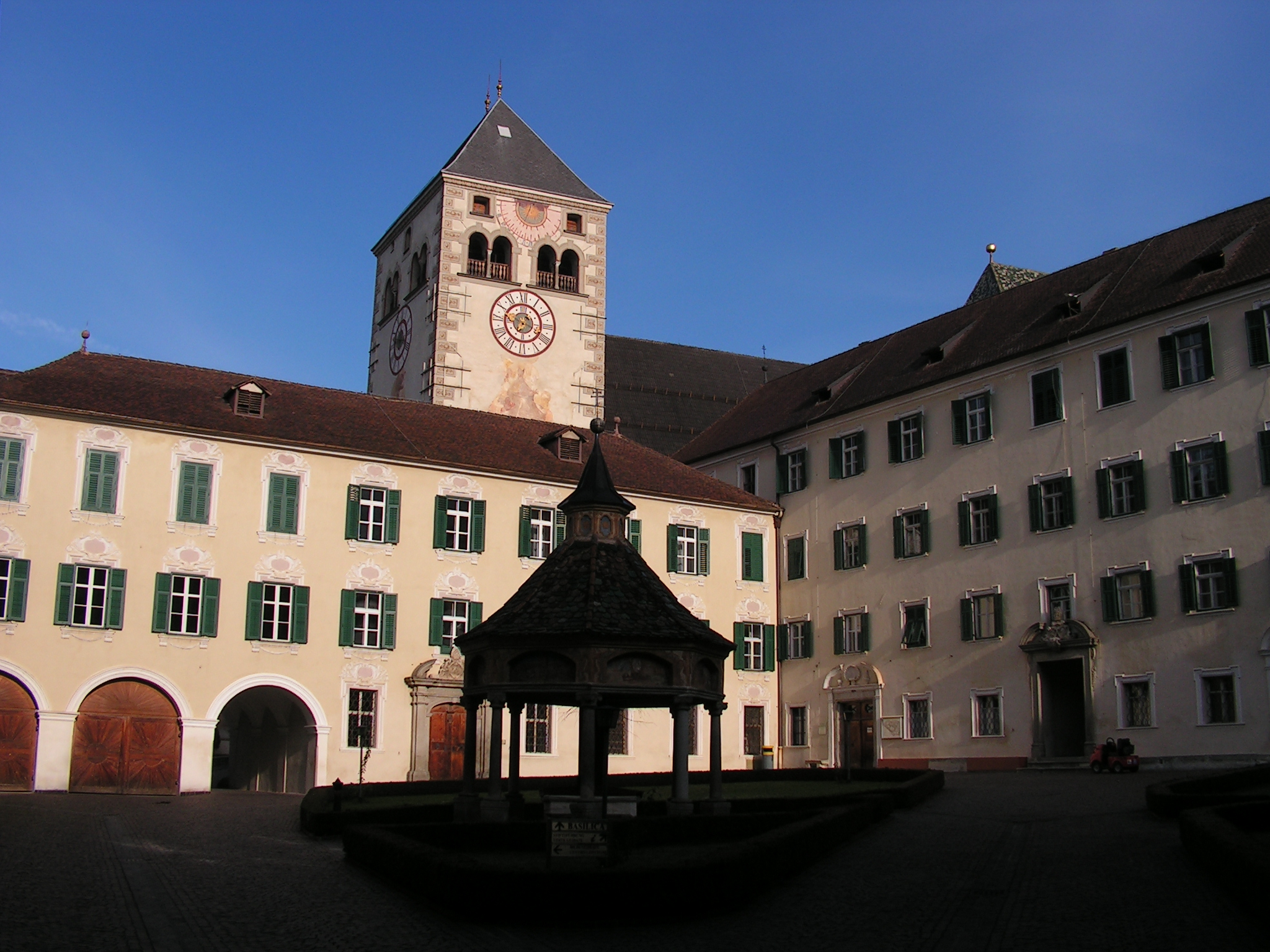
Cortile dell'Abbazia di Novacella

## Monumenti e luoghi d'interesse

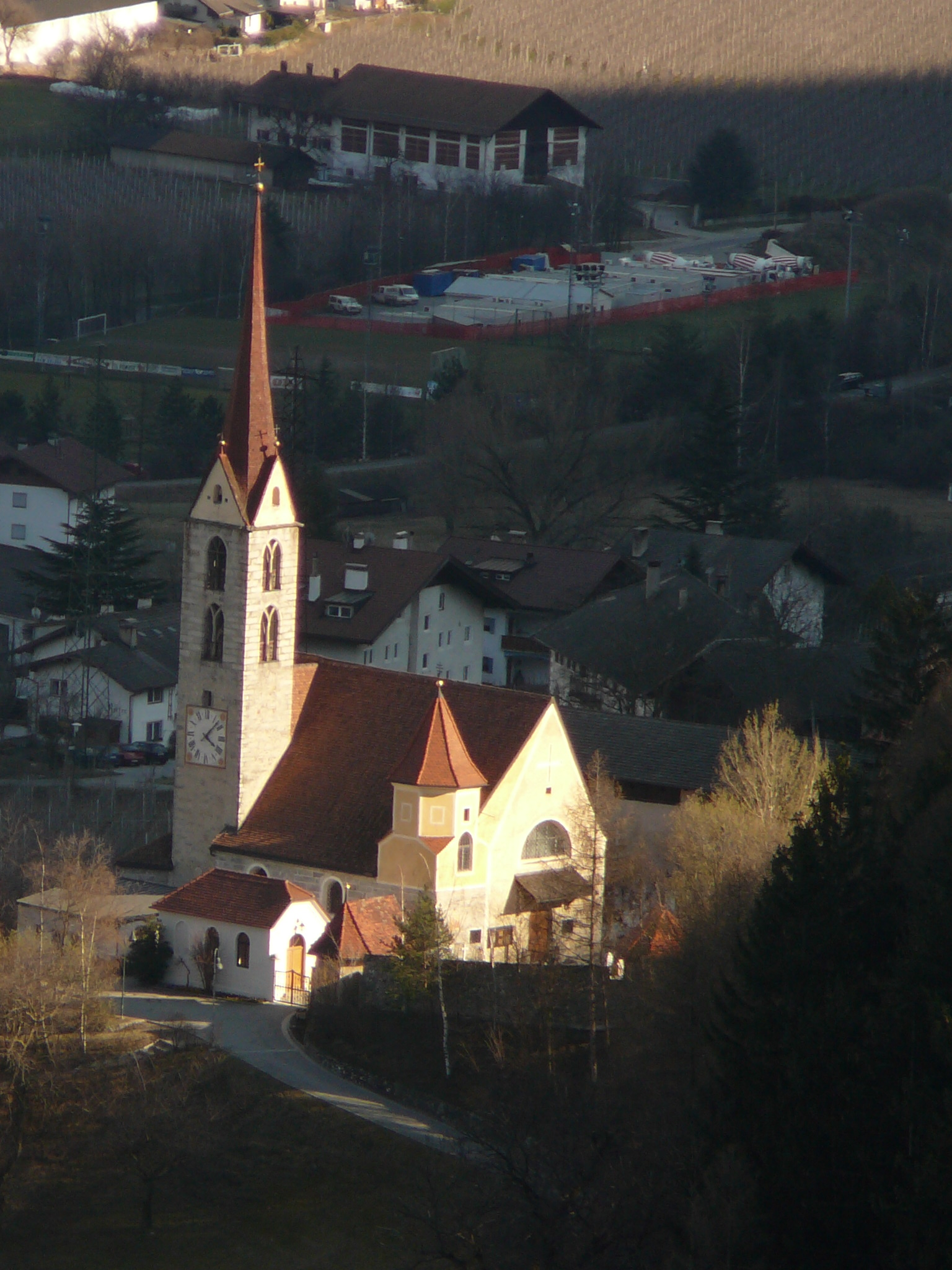
La chiesa di San Giorgio vista da castel Salern

### Architetture religiose
- Abbazia di Novacella
- Chiesa parrocchiale San Giorgio. La chiesa si trova al di sopra del centro abitato ed è dedicata a San Giorgio. Venne menzionata per la prima volta nel 1325, ma soltanto nel 1668 ebbe effettivamente un sacerdote proprio. Nel 1938 divenne curazia ed infine parrocchia nel 1958. Il campanile neogotico è costruito in blocchi di granito, come copia della Torre Bianca (Weißer Turm) di Bressanone.

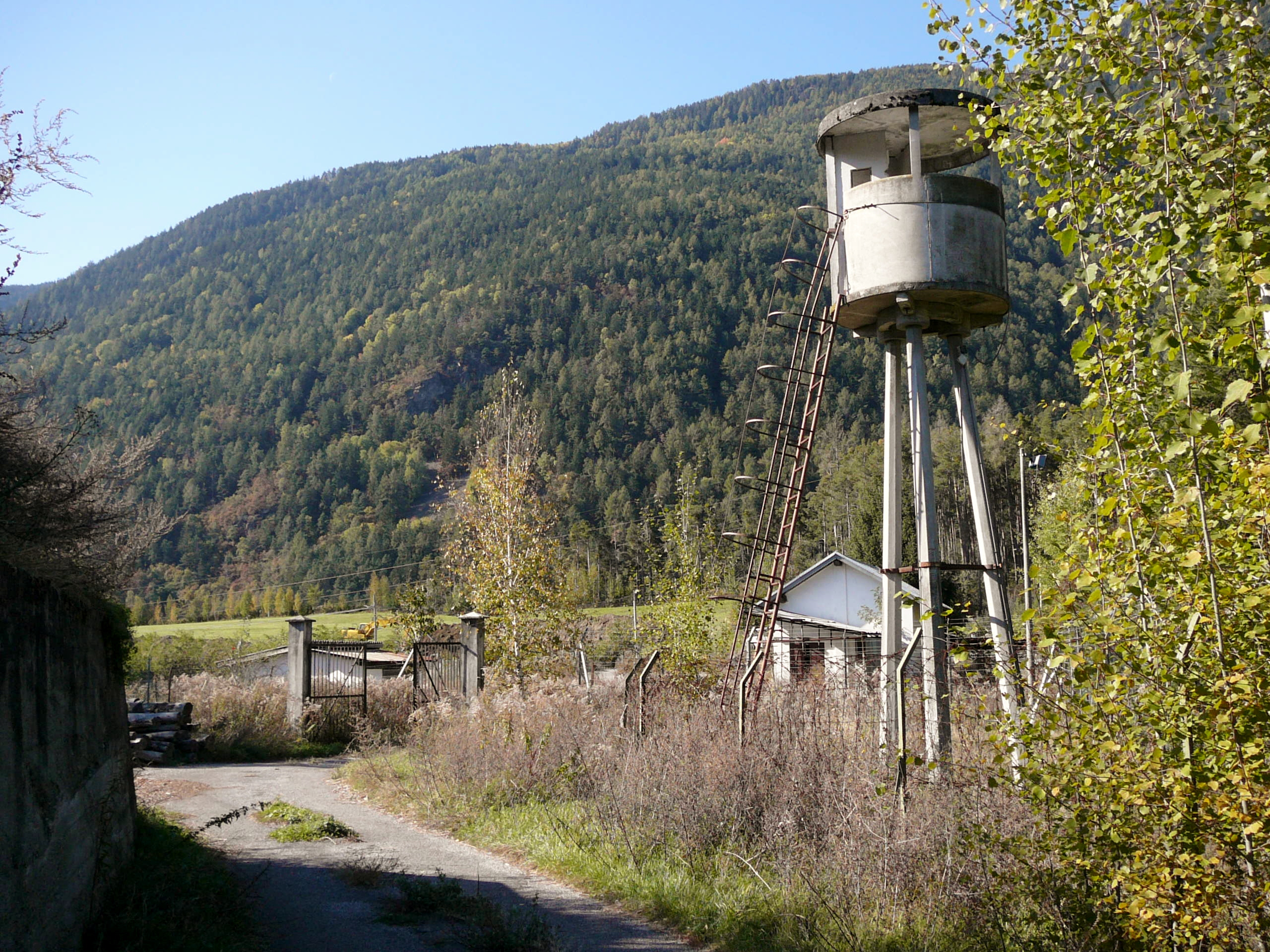
Ex-polveriera militare

### Architetture militari
- Castel Salern era un castello del XII secolo posto a monte del paese. I resti del castello sono ben visibili dal paese.
- Polveriera Riga di Sotto. A est del lago di Varna sorgeva nell'area produttiva "Forch" una polveriera che custodiva esplosivi e specialmente mine anticarro. Fu utilizzata fino agli anni 90, dopo di che fu abbandonata ed in seguito suddivisa in due zone (nord e sud) da una recinzione civile, passando anche sopra ad alcune baracche dove alloggiava l'esplosivo. Ciò ha consentito lo sfruttamento della zona a due diversi utilizzatori. Accanto a quest'area si sono depositati gli scarti inerti fuoriusciti dallo scavo per della galleria di base del Brennero.[10][11]

A sud della zona militarizzata si trovava la casa alloggio del maresciallo che aveva in custodia la polveriera.

### Aree naturali

#### Impianti Kneipp
Lungo la strada che sale a Scaleres si trovano degli impianti di cura all'aperto, disponibili a chiunque. Gli impianti di cura sfruttano la teoria di Sebastian Kneipp sull'idroterapia, che sostiene che si riesce a agevolare la circolazione sanguigna immergendo gli arti nelle acque gelide del torrente Scaleres (Schalderer Bach).

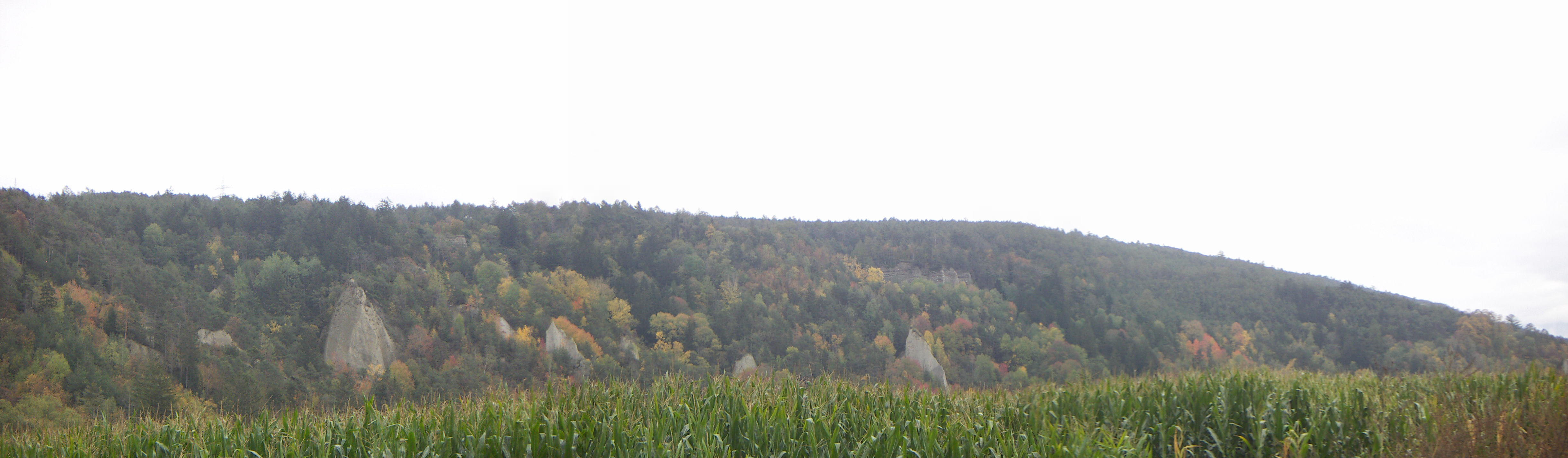
Le piramidi di terra nei pressi di Novacella

#### Piramidi di terra
A nord di Novacella, si apre una vallata incontaminata, la valle di Riga (Riggertal), ovvero dove si stanno svolgendo gli scavi per il BBT. Sul suo versante orientale sono presenti alcune formazioni di piramidi di terra.

#### Lago di Varna
A nord della città, verso il vicino paese di Fortezza, sorge il lago di Varna (Vahrner See), un piccolo biotopo dove è anche possibile balneare. L'acqua del lago è ricca di iodio.

## Società

### Ripartizione linguistica
| %      | Ripartizione linguistica (gruppi principali) |
| ------ | -------------------------------------------- |
| 83,39% | madrelingua tedesca                          |
| 15,45% | madrelingua italiana                         |
| 1,16%  | madrelingua ladina                           |

La popolazione è in maggioranza di lingua tedesca, nonostante sia presente una cospicua minoranza italofona (15,45%), la quale arrivò a rappresentare il 21,26% degli abitanti nel 1971.

### Evoluzione demografica
Abitanti censiti

## Geografia antropica

### Frazioni
- Novacella - Neustift
- Scaleres - Schalders
- Spelonca - Spiluck

## Economia

### Artigianato
Per quanto riguarda l'artigianato, è rinomata è la produzione nel campo dell'abbigliamento.

## Infrastrutture e trasporti
Il paese era servito dalla ferrovia del Brennero attraverso la stazione di Varna, dismessa sul finire del XX secolo. Presso la stazione sorge altresì il dopolavoro dei ferrovieri, rimasto attivo anche dopo la chiusura della fermata.

## Amministrazione
| Periodo | Periodo   | Primo cittadino  | Partito | Carica  | Note |
| ------- | --------- | ---------------- | ------- | ------- | ---- |
| 2005    | 2010      | Josef Sigmund    | SVP     | Sindaco |      |
| 2010    | in carica | Andreas Schatzer | SVP     | Sindaco |      |